# Ragn d'Err
Der Ragn d'Err ist ein etwa 10,5 Kilometer langer Bach im Kanton Graubünden, der bei Tinizong der Julia von rechts zufliesst.

## Geographie

### Verlauf
Der Bach beginnt am Fuss des Piz Laviner auf etwa 2900 m ü. M. Das Gebiet ist umgeben von Bergen höher als 3000 m ü. M., wie dem Piz Bleis Marscha, dem Piz Jenatsch, dem Piz d'Err und dem Castalegns. Der Bach fliesst Richtung Nordwest zunächst steil hinunter ins Val d’Err, wobei ihm kleinere Bäche beidseitig zufliessen. Nach etwa 3 km erreicht er die Alp d'Err auf 2180 m ü. M. Kurz darauf erreicht der Bach die Baumgrenze. Der Bach fliesst nun weitere 2 km talwärts bis ihm in der Nähe der Alp Viglia der Ragn da Cotschna auf 1960 m ü. M. von rechts zufliesst. Der Bach ändert nun langsam seine Richtung, fliesst stärker Richtung Westen und kommt in waldiges Gebiet. Er verlässt das waldige Gebiet nach etwa 1,5 km als er die Häuser von Pensa Davains auf 1670 m ü. M. erreicht. Hier fliessen ihm auch zwei kleinere Bäche von links zu und etwa 0,5 km talwärts von rechts der Ragn da Tigiel auf 1660 m ü. M. Danach kommt der Bach wieder in waldiges Gebiet, wobei ihm weitere Bäche zufliessen. Etwa 0,8 km weiter fliesst ihm von links auf 1500 m ü. M. von links der Ragn da Colm zu. Etwa 1 km weiter talwärts erreicht der Bach bei Las Punts und Mulegn das Tal der Julia und fliesst schliesslich weitere 0,4 km darauf auf 1220 m ü. M. von rechts der Julia zu.

### Einzugsgebiet
Das Einzugsgebiet des Ragn d'Err hat eine Grösse von etwa 38 km². Der höchste Punkt im Einzugsgebiet ist auf 3305 m ü. M. am Piz d'Err.